# Osmia uncicornis
Osmia uncicornis är en biart som beskrevs av Pérez 1895. Osmia uncicornis ingår i släktet murarbin, och familjen buksamlarbin. Inga underarter finns listade i Catalogue of Life.